# Kenan Doğulu
Kenan Doğulu (Istanboel, 31 mei 1974) is een Turkse pop- en R&B-zanger.

## Biografie
Op 5-jarige leeftijd begon Kenan met een pianopleiding aan het conservatorium en deed dit 6 jaar lang. Daarna begon hij fluit te spelen en vervolgens gitaar. Ondertussen was hij op zijn elfde begonnen met theaterlessen en zong solo in een kinderkoor. Hij studeerde af aan het Kültür Koleji (culturele college) en ging verder studeren aan de universiteit van New Hampshire in de Verenigde Staten. Daarna is hij begonnen in Los Angeles bij de Musicians Institute. Hij is daarna weer verdergegaan met studeren in Turkije.

## Discografie
In 1993 werd zijn eerste album Yaparım Bilirsin (Je weet dat ik het zal doen) uitgegeven. Dat jaar gaf hij 93 concerten wat een hele prestatie was in Turkije.
Zijn tweede album Sımsıkı Sıkı Sıkı was een groot succes en hij werd zanger van het jaar. In 1998 had hij een Republic Road Show ter ere van 75 jaar Republiek Turkije en hij toerde met deze show door grote Turkse steden zoals Bursa, Antalya, Istanboel, Ankara, Iskenderun, Samsun en ten slotte İzmir.
In 2006 verscheen zijn album Festival, en het liedje Çakkıdı, dat geschreven was door de Turkse megaster/song-writer Sezen Aksu behaalde al snel de nummer 1 in de Turkse hitlijsten. Het lied Çakkıdı won de prijs voor het lied van het jaar bij de Turkcell-im Awards, en Kenan won de prijs voor artiest van het jaar. Hij won met het liedje Baş harfi ben, dat ook op deze cd stond, de prijs voor het liedje van het jaar op de Powerturk Music Awards in 2007.

## Eurovision
Eind 2006 werd hij door de Turkse televisie aangeduid als deelnemer voor het Eurovisiesongfestival 2007. Op 9 februari 2007 presenteerde Kenan zijn liedje Shake it up shekerim aan de media. Hij eindigde bij de eerste 10 deelnemers in de halve finale met 197 punten werd hij toen 3e, hij mocht naar de grote finale en werd uiteindelijk 4e met 163 punten. Hij kreeg o.a de 12 punten van Frankrijk, Duitsland en Nederland.

## Albums
- Yaparım Bilirsin (1993)
- Sımsıkı Sıkı Sıkı (1994)
- Kenan Doğulu 3 (1996)
- Kenan Doğulu 3.5 (1997)
- Ben Senin Herşeyinim (1999)
- Ex Aşkım (2001)
- Kenan Doğulu 5.5 (2002)
- Demedi Deme (2003)
- Kenan Doğulu 6.5 (2004)
- Festival (2006)
- Kenan Doğulu 7.5 (2007)
- Patron (2009)
- Aşka Türlü Şeyler (2012)